# Nytår
Nytår er markeringen af et nyt års komme og markeres i mange, specielt vestlige, kulturer ved overgangen fra d. 31. december til d. 1. januar i den gregorianske kalender. Andre kulturer fører dog andre kalendere og her kan nytåret falde så sent som i april.

## Historien bag det vestlige nytår
Efterhånden som den gregorianske kalender, der kom i 1582, blev indført i de forskellige lande (med flere hundrede års mellemrum) er den 1. januar nu stadfæstet overalt som den borgerlige nytårsdag.
Sideløbende med den gregorianske kalender anvendes der i nogle kulturer andre kalendere, og de har nytår på andre tidspunkter.
Den kirkelige nytårsdag er 1. søndag i advent.
De pavelige myndigheder tilsluttede sig i 1622, at året begyndte den 1. januar – indtil da havde det været den 25. marts (Mariæ bebudelsesdag).

## Nytår i Danmark
I Danmark markeres nytåret når den første tone lyder fra Københavns Rådhus' – hvor det gamle år rinder ud, og det nye begynder. HM Dronningen holder tidligere på aftenen sin nytårstale – og så markeres årsskiftet ellers med spøg og skæmt, knaldperler, bordbomber og fyrværkeri. I Danmark er der en særlig tradition for at spise torsk. Dette har også bevirket at Ekstra Bladet hvert år uddeler prisen Årets torsk til en person, der har kvajet sig gevaldigt i det forgange år.